# Meganoton titan
Meganoton titan är en fjärilsart som beskrevs av Gehlen. 1933. Meganoton titan ingår i släktet Meganoton och familjen svärmare. Inga underarter finns listade i Catalogue of Life.